# بيريدوكسال
بيريدوكسال هو أحد أشكال فيتامين ب6.
يعتقد أن بيريدوكسال كان موجودا في حدث التأكسج الكبير، وهو أقدم تمثيل غذائي هوائي على الأرض قبل 2.9 مليار سنة.